# Chirotica thyridopteryx
Chirotica thyridopteryx là một loài tò vò trong họ Ichneumonidae.